# Massacre de Batepá
Le massacre de Batepá, parfois désigné sous les appellations « révolte » ou « guerre » de Batepá – est un épisode sanglant de l'histoire de Sao Tomé-et-Principe qui fit plusieurs centaines de victimes le 3 février 1953 autour de Batepá, un village situé près de Trindade, à une dizaine de kilomètres de Sao Tomé, la capitale de Sao Tomé-et-Principe. Ces événements tragiques ont fortement imprégné la culture santoméenne et constituent l'un des jalons qui marquent l'histoire de la décolonisation en Afrique centrale.

## Origines et événements
São-Tomé-et-Principe a été découvert le 21 décembre 1470 par les navigateurs Portugais João de Santarem et Pero Escobar. São-Tomé peuplé à partir de 1493, connu une histoire échelonné par plusieurs évènements. Il fut d'abord une terre de relégation, d'exil religieux (ex: des juifs), de déportation et d'esclavage. Après la colonisation de l'Angola, par le Portugal, ce dernier s'est désintéressé de São-Tomé-et-Principe.
Le pays a connu un renouveau grâce à la culture du cacao À la recherche de main d'œuvre, l'esclavage battra son plein. L'économie de Sao Tomé s'est longtemps appuyée sur une agriculture de plantation (canne à sucre, puis cacao). Avec l'abolition de l'esclavage en 1875, l'archipel doit faire face à une pénurie de main d'œuvre. Des travailleurs contractuels, les serviçais, sont amenés d'Angola, du Cap-Vert et du Mozambique, alors que les Forros  (ou filhos da terra) refusent de travailler la terre. Les autorités coloniales portugaises veulent les y contraindre, dans un climat général de tensions sociales. Elles manipulent les serviçais qui participent aux actions violentes menées contre les Forros. Les affrontements du mois de février 1953 se soldent par des centaines de morts.

## Postérité

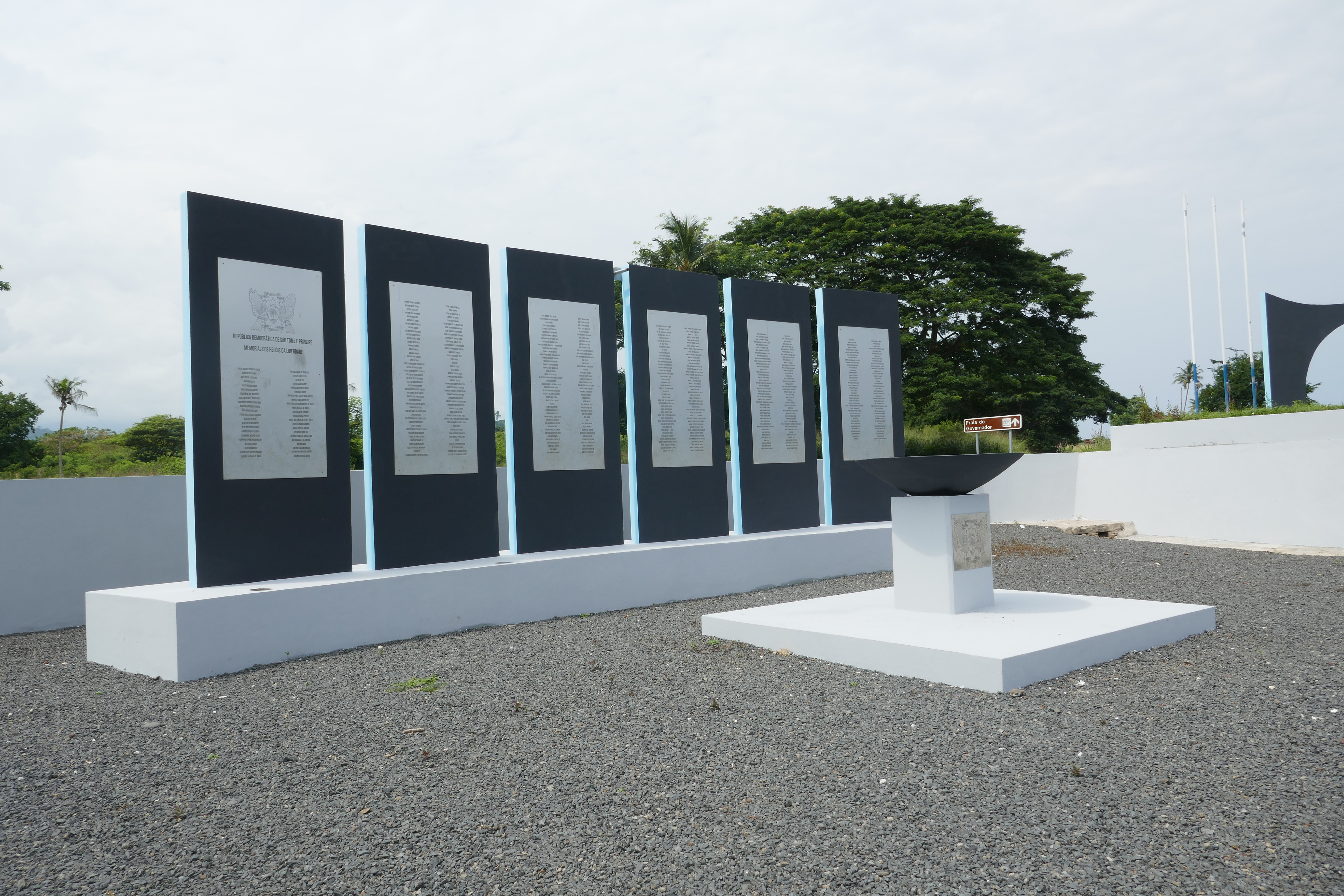
Monument en hommage aux victimes du massacre, érigé en 2015 à Fernão Dias.

La répression menée par les autorités coloniales a fortement contribué à l'émergence d'un sentiment nationaliste santoméen qui aboutira à l'indépendance en 1975.
Sao Tomé-et-Principe commémore chaque année les événements tragiques du 3 février 1953, sous le nom de Martires da Liberdade (Fête des martyrs de la Libération). La première commémoration date du 3 février 1975, soit quelques mois avant l'indépendance, proclamée le 12 juillet 1975.
Au musée national de Sao Tomé-et-Principe sont présentés photos et documents liés au massacre.
Une artère au centre de Santo Antonio, la plus grande ville de l'île de Principe, a été baptisée « Avenida Martires da Liberdade ».

### Filmographie
- (pt) Batepá, long métrage d'Orlando Fortunato, Angola, 2010